# Городілово
Городі́лово (рос. Городилово) — присілок в Кізнерському районі Удмуртії, Росія.
Населення становить 65 осіб (2010, 92 у 2002).
Національний склад (2002):
- росіяни — 91 %

Урбаноніми:
- вулиці — Верхня, Нижня